# Комитет по делам радио и телевидения (Польша)
Комитет по делам радио и телевидения (Komitet do spraw Radia i Telewizji) - государственная вещательная организация Польши в 1951-1993 гг.
Организация вела:
- с 1951 до 1993 года вещание по 1-й радиопрограмме в Польше;
- с 1951 до 1993 года вещание по 2-й радиопрограмме в Польше;
- с 1 марта 1958 до 1993 года вещание по 3-й радиопрограмме в Польше;
- со 2 января 1976 до 1993 года вещание по 4-й радиопрограмме в Польше;
- с 25 октября 1952 до 1993 года вещание по 1-й телепрограмме в Польше;
- со 2 октября 1970 до 1993 года вещание по 2-й телепрограмме в Польше;
- с 1951 до 1993 года вещание по Гданьской, Белостокской, Краковской, Познанской, Катовицкой, Лодзинской, Торуньской и Вроцлавской радиопрограмме;
- с 1952 до 1993 года вещание по Ольштынской, Келецкой, Люблинской и Решувской радиопрограмам;
- с 1953 до 1993 года вещание по Зеленогурской радиопрограмме;
- с 1951 до 1993 года радиопередачи на заграницу на английском, французском, немецкой, итальянском, датском, финском, испанском, греческом, русском и турецком языках,
- с 1968 до 1993 года радиопередачи на заграницу на арабском языке;
- с 1970-х до 1993 года радиопередачи на заграницу на польской, чешской и шведском языках.
- с 24 октября до 29 декабря 1992 года вещание по международной телепрограмме «Полония»